# حرکت (ترانه)
«حرکت» (انگلیسی: Move) آهنگی است که توسط گروه دخترانه بریتانیایی لیتل میکس ضبط شده است. و از طریق سایکو میوزیک، به‌عنوان تک‌آهنگ اصلی از دومین آلبوم استودیویی آن‌ها، درود (۲۰۱۳) منتشر شد. این آهنگ توسط اعضای جسی نلسون، لی-آن پیننوک، جید ثیروال و پری ادواردز به همراه میگان کاتون و ناتان دووال نوشته و توسط دووال تهیه شده است.
حرکت موزیکالی به‌عنوان یک آهنگ رقص-پاپ و ریتم اند بلوز توصیف شده است که گروه از فعالیت‌های ملودی دور می‌کند و صدای بیشتری با باس مصنوعی دارد. این آهنگ مورد تحسین منتقدان موسیقی قرار گرفت و آن‌ها را به دلیل رویکردشان نسبت به صداهای جدید در مقایسه با کارهای قبلی خود تحسین کردند. این آهنگ توسط بیلبورد به عنوان یکی از ۱۰۰ آهنگ برتر گروه دخترانه در تمام دوران نام‌گذاری شد.